# Año Hernandiano
Se denominó Año Hernandiano al año 2010, debido al centenario del natalicio del poeta español Miguel Hernández.
Durante el año, se realizaron multitud de actos y actividades relacionados con la vida del poeta y su obra por diferentes ciudades de España y del mundo. Los organizadores de los actos acaecidos fueron la Fundación Cultural Miguel Hernández, el Ayuntamiento de Orihuela, la Generalidad Valenciana, entre otros.
La provincia de Alicante en especial, lugar donde nació, se volcó con la figura del poeta. Por ejemplo, los Autobuses Urbanos de Elche, casi en su totalidad, llevaron todo el año 2010 y parte del 2011 publicidad del centenario de Miguel Hernández.